# Själstugsjön
Själstugsjön är en sjö i Söderhamns kommun i Hälsingland och ingår i Ljusnan-Skärjåns kustområde. Sjön har en area på 0,705 kvadratkilometer och ligger 56 meter över havet. Sjön avvattnas av vattendraget Fallängesån.

## Delavrinningsområde
Själstugsjön ingår i det delavrinningsområde (677915-156076) som SMHI kallar för Inloppet i Fäbodtjärnen. Medelhöjden är 64 meter över havet och ytan är 12,62 kvadratkilometer. Det finns inga avrinningsområden uppströms utan avrinningsområdet är högsta punkten. Fallängesån som avvattnar avrinningsområdet har biflödesordning 3, vilket innebär att vattnet flödar genom totalt 3 vattendrag innan det når havet efter 13 kilometer. Avrinningsområdet består mestadels av skog (82 procent). Avrinningsområdet har 0,96 kvadratkilometer vattenytor vilket ger det en sjöprocent på 7,6 procent.